# Adolf II. von der Mark (Lüttich)
Adolf II. von der Mark (* August 1288; † 3. November 1344 in Clermont-sur-Meuse, heute Clermont-sous-Huy, ein Ortsteil der Gemeinde Engis) war von 1313 bis zu seinem Tod Fürstbischof von Lüttich. In der genealogischen Zählung des Adelsgeschlechts von der Mark wird er mit Adolf VIII. von der Mark bezeichnet.

## Leben

### Kindheit und Jugend
Adolf kam 1288 als zweites Kind des Grafen Eberhard I. von der Mark und dessen erster Frau Irmgard von Berg zur Welt. Da sein älterer Bruder Engelbert II. von der Mark als Erstgeborener die Grafschaft Mark erben würde, war Adolf für eine geistliche Laufbahn vorgesehen. Bereits im jugendlichen Alter hatte er durch zahlreiche Pfründen, zum Beispiel in Münster und die Propstei des Kölner Stifts Sankt Severin, ein stattliches Einkommen. Um das Jahr 1300 wurde er zudem Propst des Martinsstifts in Worms.
Ab etwa 1310 war Adolf von der Mark Domherr in Köln, ehe er sich 1313 an der Universität in Orléans immatrikulierte und dort studierte.

### Fürstbischof von Lüttich
Nach dem Tod des Lütticher Bischofs Theobald von Bar wählte das dortige Domkapitel zunächst den Propst Arnold von Blankenheim zum Statthalter des Hochstifts, doch der Lütticher Adel erkannte die Wahl nicht an und ernannte stattdessen den Grafen Arnold von Loon zum Statthalter. Im zeitlichen Umfeld dieser Auseinandersetzungen zwischen Domkapitel und Adeligen sowie Lütticher Patriziern ernannte Papst Clemens V. Adolf auf Betreiben des französischen Königs Philipp des Schönen am 4. April 1313 zum Fürstbischof von Lüttich. Da zu jener Zeit der Kaiserthron vakant war, erteilte der Papst zugleich die Investitur für das Hochstift. Um das hohe Amt antreten zu können, wurde Adolf von der Mark am 14. April des gleichen Jahres durch Wilhelm Madagot, den Kardinalbischof von Palestrina, erst zum Diakon und am 9. Juni dann zum Priester geweiht. Die Bischofsweihe empfing er einen Tag später durch Béranger Frédol der Ältere, Kardinalbischof von Frascati.
Schon am 22. Juli 1313 ergriff Adolf durch prokuratoren Besitz von seinem Bistum, er traf jedoch persönlich erst am 26. Dezember des gleichen Jahres persönlich dort ein. Nachdem er in Begleitung zahlreicher Adeliger feierlich in Lüttich eingezogen war, betrieb er nach dem Vorbild Philipps des Schönen eine absolutistische Politik und setzte seine autoritären Ansichten auch mit kriegerischen Mitteln durch. Damit stürzte er das Lütticher Land in jahrelange Auseinandersetzungen zwischen sich als Landesherrn und seinen Untertanen, die ihn im Mai 1315 dazu zwangen, nach Brabant zu flüchten.
Am 18. Juni 1316 musste er schließlich in den Frieden von Fexhe einwilligen, der seine Macht als Landesherr stark einschränkte. Den Einwohnern des Hochstifts wurden mit diesem Vertrag Mitwirkungsrechte bei der Rechtsprechung und Mitspracherechte bei der Gesetzgebung zugesichert. Der Bischof konnte in solchen Dingen fortan nur noch mit dem Einverständnis der drei Landstände (dem Domkapitel, der Adeligen, und der freien Städter) verfügen. Der Friedensvertrag gilt heute als erste Lütticher Landesverfassung.
Da sich Adolf und seine Beamten jedoch nicht an die vertraglichen Vereinbarungen hielten, wurde er am 10. August 1324 − so wie durch den Frieden von Fexhe vorgesehen − von der Rechtsprechung im gesamten Hochstift ausgeschlossen. 16 Vertreter aus den drei Landständen verfassten gemeinsam mit vier bischöflichen Beamten den Lettre des Vingts (deutsch: Erlass der Zwanzig), der die Verwaltung des Landes reformieren und Regelungen treffen sollte, um zu verhindern, dass der Lütticher Landesherr weiterhin seine Autorität missbrauchen konnte. Diesem Erlass verweigerte Adolf im November 1324 jedoch die Zustimmung, und er musste am 20. Dezember 1324 wieder aus Lüttich flüchten; dieses Mal nach Huy. Im Gegenzug sprach er am 14. Februar das Interdikt über Lüttich aus, nachdem er zuvor schon sämtliche Würdenträger der Stadt exkommuniziert hatte.
Es folgten monatelange militärische Auseinandersetzungen zwischen der bischöflichen Armee, die durch Adelige des Hespengaus sowie Truppen der Grafen von Jülich, Geldern und Berg unterstützt wurden, und Milizen der Lütticher Einwohner, die durch Soldaten der wichtigsten Städte des Lütticher Hochstifts verstärkt wurden. 1326 sandte Papst Johannes XXII. den Abt von Saint-Nicaise in Reims, um zwischen den verfeindeten Parteien zu vermitteln, doch der Versuch blieb ohne Erfolg. Erst am 4. Oktober 1328 kam mit dem Frieden von Wihogne ein dauerhafter Friedensschluss zustande, sodass Adolf von der Mark nach mehr als sieben Jahren Abwesenheit am 26. April 1332 wieder in die Hauptstadt seiner Territorien zurückkehren konnte.
Nach dem Tod des Kölner Erzbischofs Heinrich von Virneburg am 6. Januar 1332 postulierte das Kölner Domkapitel Adolf als Heinrichs Nachfolger. Dieses Vorgehen wurde auch vom französischen König Philipp VI. unterstützt, doch der Papst hatte sich schon geraume Zeit zuvor das Recht für die Besetzung des Kölner Erzstuhls vorbehalten, und Johannes XXII. ernannte am 27. Januar 1332 nicht Adolf, sondern Walram von Jülich zum neuen Erzbischof von Köln.
Während seiner Zeit als Fürstbischof bemühte er sich um eine Reform des Offizialats, wozu er 1337 mehrere Edikte erließ. Ansonsten überließ Adolf die Verwaltung seines Sprengels jedoch den Weihbischöfen, Generalvikaren, Archidiakonen und Offizialen.
Zu Beginn des Hundertjährigen Krieges kämpfte der Märker an der Spitze der französischen Truppen und gehörte 1340 zu den Unterhändlern Frankreichs in den Friedensverhandlungen von Esplechin. Um bei den Lüttichern Unterstützung für seinen Kampf gegen den auf englischer Seite stehenden Brabanter Herzog Johann III. zu erhalten, gab Adolf im Juni 1343 seine Zustimmung zur Einrichtung des sogenannten Tribunal des XXII, einem unabhängigen Gericht, das über Verfehlungen der bischöflichen Beamten zu richten hatte und ohne die Zustimmung des Landesfürsten Beschlüsse fassen konnte. Damit wurden die landesherrlichen Rechte des Bischofs ein weiteres Mal beschnitten. Kurz vor seinem Tod löste Adolf dieses Tribunal am 25. Februar 1344 zwar wieder auf, doch unter dem Bischof Johann von Arkel (1364–1378) wurde es dann endgültig etabliert.
Adolf von der Mark starb am 3. November 1344 auf seiner Burg in Clermont-sur-Meuse und wurde in der Lütticher Sankt-Lambertus-Kathedrale, deren neuen Chor er 1319 geweiht hatte, begraben. Sein Neffe Engelbert von der Mark folgte ihm im Amt des Bischofs von Lüttich. Er hatte von seinem Onkel hohe Schulden hinterlassen bekommen.